# Bill Finger
Bill Finger, egentligen Milton Finger, född 8 februari 1914 i Denver, död 18 januari 1974 i New York, var en amerikansk serieskapare och manusförfattare som skapade Batman (Läderlappen), tillsammans med tecknaren Bob Kane. Bob Kane skrev aldrig några historier om Batman och anlitade i hemlighet Bill Finger och andra skribenter samt tecknare som gjorde det mesta av arbetet. Bara Bob Kanes namn stod omnämnt i serietidningarna som upphovsman ända fram till 1968, då han köpts ut från serieförlaget DC Comics.
Bill Finger kom under det sena 1930-talet att möta Bob Kane, som anställde honom som författare till de serier som Kane till en början själv tecknade. Båda var i 25-årsåldern när Batman skapades 1939. Finger fick dock aldrig se sitt eget namn som medskapare av karaktären i serietidningarna under sin egen livstid, då Kane hade det inskrivet i sitt kontrakt med serieförlaget DC Comics att endast han skulle omnämnas som skapare av Batman.
Finger gjorde i princip det mesta av arbetet med att skapa Batman. Det var till exempel han som designade Batmans första dräkt (Kane hade föreslagit en röd dräkt), kom på namnet på den fiktiva staden Gotham City (som baseras på New York) och var medskapare till Jokern, Robin, Catwoman, The Riddler och många fler karaktärer.
Sedan 2015 har Finger fått officiell credit av DC Comics som medskapare av Batman.